# Karl 3. af Spanien
Karl 3. (spansk: Carlos Sebastián de Borbón y Farnesio; 20. januar 1716 – 14. december 1788) var konge af Spanien fra 1759 til sin død i 1788. Før han blev konge af Spanien var han hertug af Parma (som Karl 1.) fra 1732 til 1735 samt konge af Napoli (som Karl 7.) og konge af Sicilien (som Karl 5.) fra 1735 til 1759.
Han var første søn fra Filip 5.s ægteskab med Elizabeth af Parma og tilhørte således slægten Bourbon.
Karl 3. tilhørte gruppen af såkaldt enevældige konger. Han havde en række titler på grund af sine besiddelser som "fyrste" af hertugdømmer underlagt Spanien.

## Ægteskab og børn
Karl 3. var gift med Maria Amalia af Sachsen, med hvem han havde 12 børn. Blandt dem var:
- Maria Ludovika, Tysk-Romersk Kejserinde
- Karl 4., Konge af Spanien
- Ferdinand 1., Konge af Begge Sicilier
- Infant Don Gabriel
- Infant Don Antonio Pascual